# 尼夫基 (科羅斯堅區)
50°49′56″N 28°40′5″E / 50.83222°N 28.66806°E
尼夫基（烏克蘭語：Нивки），是烏克蘭的村落，位於該國北部日托米爾州，由科羅斯堅區負責管轄，始建於1843年，面積0.96平方公里，海拔高度174米，2001年人口131，人口密度每平方公里136.89人。